# NoFap
NoFap è un movimento nato in internet che si prefigge lo scopo di migliorare la salute e la qualità della vita delle persone, eliminando per lunghi periodi, se non completamente, l’uso di contenuti pornografici e della pratica stessa della masturbazione. Il suo nome deriva dal termine slang americano fap, che significa masturbazione maschile. L'espressione "fap" è un termine slang onomatopeico utilizzato per indicare la masturbazione maschile troppo frequente o in maniera compulsiva, apparve per la prima volta nel fumetto Sexy Losers pubblicato nel 1999, per indicare il suono della masturbazione di un personaggio maschile.
Il NoFap si definisce una visione della vita e del rapporto delle persone con il porno, visto come una dipendenza mossa da istinti fittizi dettati da ciò che il mercato vuole offrire e che impedisce di seguire gli istinti reali.

## Storia
Il movimento è nato in seguito ad una discussione sul sito web reddit, riguardante uno studio cinese dell’anno 2003, che determinava un aumento della produzione di testosterone, da parte del corpo umano, in seguito ad un periodo di astinenza di sette giorni da eiaculazione; questo raggiunse la pagina principale del popolare forum.

## Descrizione

### I caratteri degli appartenenti
Gli appartenenti al movimento Nofap spaziano dagli atei ai fondamentalisti Cristiani. Anche le donne fanno parte del NoFap, anche se la comunità è vista come essere una parte dell'androsfera. I membri del movimento si definiscono "fapstronauti." Alcuni giornalisti hanno soprannominato i membri della comunità NoFap, come Nofappers fapstinent, o no-fappers.
Alcuni partecipanti al movimento dichiarano che vogliono "migliorare le loro relazioni interpersonali", fare una "sfida di forza di volontà, per acquisire il controllo della propria sessualità e trasformarla in superpoteri", ma comunque con l'obbiettivo principale di "Astenersi dal PMO" (acronimo inglese che sta per "Porn, Masturbation, Orgasms").Alcuni si dichiarano dipendenti da pornografia e cercano aiuto nel Nofap, mentre altri si uniscono al gruppo per sfida o per migliorare la propria vita e le relazioni interpersonali.

### L'ideologia
Il movimento tiene in considerazione una larga varietà di differenti opinioni sulla salute sessuale, e supporta i membri che hanno diversi obiettivi, tra cui quello di migliorare la propria salute sessuale. Le tecniche del Nofap sono spesso citate come metodi di auto miglioramento, o come un tentativo per contrastare gli effetti della sindrome da presa mortale, Un problema dovuto ad un'esagerata masturbazione, che porta a desensibilizzare il pene.
Dopo l'astinenza da porno e dalla masturbazione per un periodo di tempo, alcuni dei membri dichiarano di aver sperimentato un notevole incremento di autostima, energia, concentrazione, acutezza mentale, motivazione, stabilità emotiva, felicità, capacità sessuali e attrattività verso l'altro sesso. Alcuni membri dicono che i loro cervelli erano distorti dal porno, a spese delle loro relazioni reali.

## Gli studi e le critiche
Gli studiosi comportamentali sono ricorsi a statistiche collegate al movimento per studiare la dipendenza. Rober Weiss di The Huffington Post vede il NoFap come parte di una reazione tecnologica.
Il movimento è stato anche criticato per la generazione di effetti collaterali imbarazzanti, quali erezioni prolungate o indesiderate, o eccessiva libido.
L'opinione medica è quella che non derivano problemi dal praticare la normale masturbazione. In accordo con il Manuale di Merck per la diagnosi e la terapia, «essa è considerata anormale soltanto quando ostacola le relazioni con un partner, è fatta in pubblico, o è abbastanza compulsiva da causare angoscia». Negli Stati Uniti, la masturbazione era una condizione psicologica diagnosticabile fino al DSM II del 1968. L'associazione medica Americana dichiarò la masturbazione come normale per consenso nel 1972. La masturbazione non priva il corpo di energie e non produce eiaculazione precoce.
Gli autori di libri introduttivi alla psicologia Coon, Mitterer e Martini, che menzionano passivamente il NoFap, descrivono la pornografia come uno «stimolo supernormale», sostenendo che si tratti di un problema di compulsione piuttosto che di dipendenza.
Molti giornalisti hanno mosso delle critiche verso il NoFap dopo aver partecipato ai suoi programmi. I dubbi sono stati mossi sin da quando la neuroscienziata Elizabeth Brown ha messo in dubbio alcune delle affermazioni avanzate dai principali sostenitori del NoFap. Uno psicologo, David J. Ley, ha scritto a tal proposito: «Non la penso in modo opposto a loro, ma penso che la loro idea sia semplicistica, ingenua e che incentivi una visione triste, riduzionista e distorta della sessualità maschile e della virilità». Ley criticò i membri del movimento, etichettandoli come dei neofiti che stanno ricorrendo a «dati parziali» ed «estrapolazioni derivate da un partito scientifico debole» per sostenere il fatto che il porno ha un effetto sproporzionato sul cervello e affermare che esso causa disfunzione erettile.